# Nasta Niakrasava
Nasta Niakrasava (biał.: Наста Някрасава, pol.: Nasta Niakrasava, pełne imię: Anastasiya Niakrasava) (ur. 3 lutego 1988 w Saran) – pieśniarka, etnomuzykolożka, pedagożka, działaczka na rzecz wielokulturowości i integracji poprzez wspólne śpiewanie. Białorusinka urodzona w Kazachstanie i zamieszkała w Polsce.

## Wczesne Lata
Nasta Niakrasava urodziła się w 1988 roku w miasteczku Saran, w obwodzie karagandyjskim, w Kazachstanie, a w 1992 roku wraz z rodziną przeprowadziła się do Białorusi, ojczyzny swojego dziadka – zesłańca syberyjskiego. 

## Edukacja
Od najmłodszych lat interesowała śpiewem i muzyką. Ukończyła szkołę muzyczną w klasie cymbałów, a następnie z wyróżnieniem – Miński College Muzyczny im. Michaiła Glinki (kierunek: Dyrygentura chóralna, klasa Alaksandra Raszczynskaha). Wyższe wykształcenie otrzymała w Białoruskim Państwowym Uniwersytecie Pedagogicznym im. Maksima Tanka (kierunek: Historia sztuki. Folklor) oraz Instytucie Muzykologii na Uniwersytecie Warszawskim (studia licencjackie i studia magisterskie). Jej praca magisterska poświęcona tradycjom muzycznym mniejszości polskiej w rejonie grodzieńskim (promotor: prof. Piotr Dahlig) została wyróżniona w konkursie im. Zofii Lissy. 
W 2016 r. ukończyła kursy międzynarodowej szkoły letniej Bachelor’s field of study Liberal Arts and Humanities: Contemporary Issues in Ethnomusicology oraz (Ethnomusicological) Method from the Ground Up – Methodology as Construct, prowadzone przez prof. Adelaidę Reyes na Uniwersytecie im. Karola w Pradze.
Odbyła praktyki zawodowe w Archiwum Fonograficznym IS PAN oraz Gabinecie Zbiorów Muzycznych BUW. 
W latach 2016-2022 Anastasiya Niakrasava była słuchaczką studiów doktoranckich na Uniwersytecie Warszawskim. 
Od 2009 roku mieszka i pracuje na stałe w Polsce. Mówi i śpiewa po białorusku, polsku, rosyjsku i angielsku.

## Kariera Muzyczna

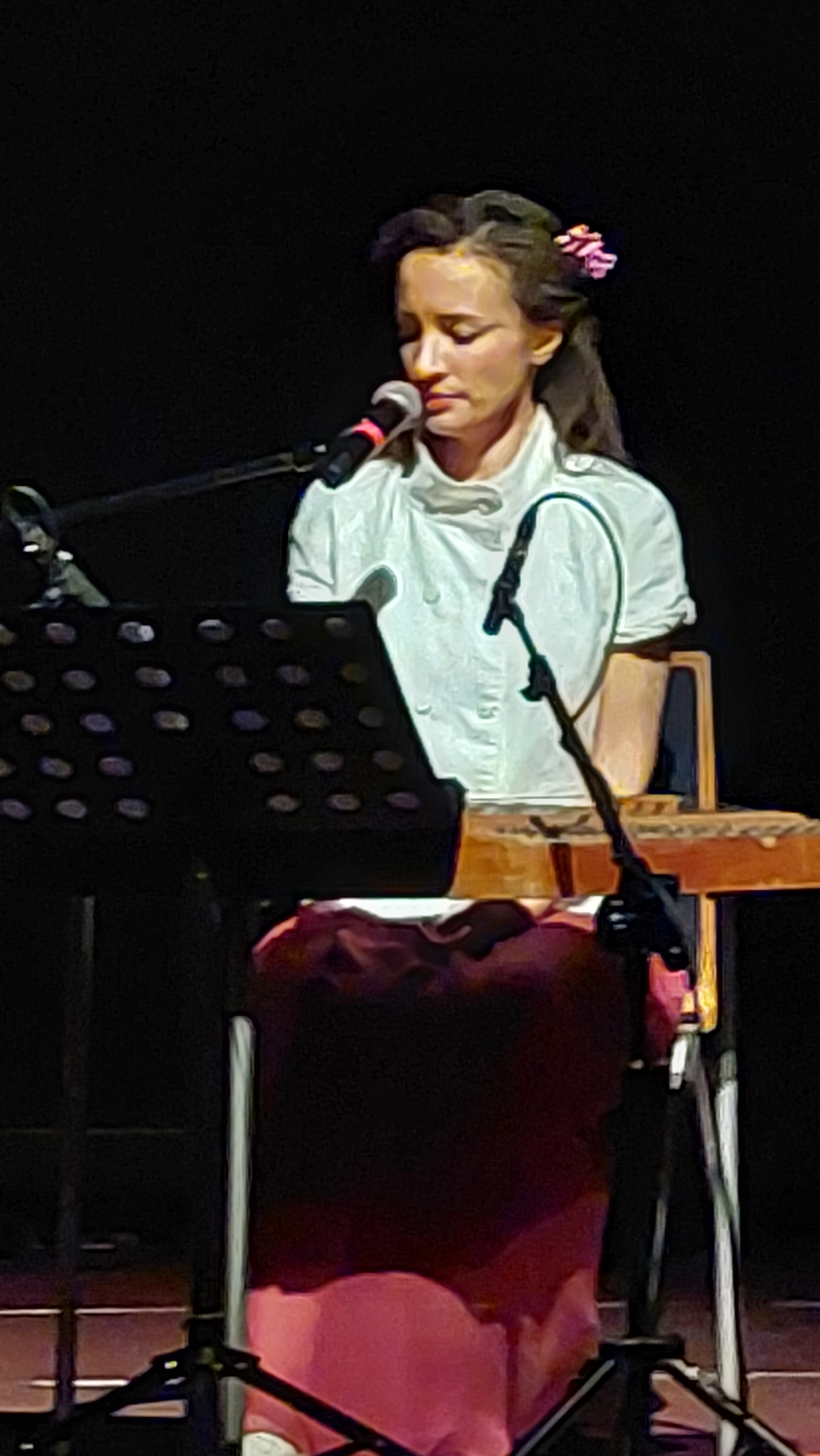
Nasta Niakrasava na festiwalu EtnoPort, Poznań 2024

Już od 1998 roku Nasta brała udział w wielu konkursach muzycznych, zdobywając liczne nagrody. W 2008 roku ukazał się jej pierwszy album nagrany z zespołem NHS. W 2007 roku wspólnie z Pavłem Ryžkovym i innymi absolwentami College’u muzycznego im. Glinki w Mińsku, założyła folkowy zespół FolkRoll & Nasta Niakrasava, wykonujący aranżacje ludowych pieśni białoruskich w składzie skrzypce, altówka, gitara, klarnet, kontrabas i wokal. Jako pierwszy białoruski zespół wygrali Grand-Prix i Nagrodę im. Czesława Niemena na Festiwalu „Nowa Tradycja” (2009).  
Rok później nagrali płytę „VIR” (producent: Marcin Pospieszalski, wydawca: Polskie Radio SA) i kontynuowali występy w kraju i za granicą aż do 2012 roku. W tym samym czasie na Uniwersytecie im. Tanka założyła zespół pieśni tradycyjnych Kviecień, który działał jeszcze przez rok po jej wyjeździe do Polski. W 2010 roku Nasta kontynuowała karierę w Polsce, zostając front-womanką punk-folkowego zespołu R.U.T.A. (pseudonim: Apostazja Nahajkowiczówna), który interpretował skargi-pieśni chłopów pańszczyźnianych z Polski, Wielkiego Księstwa Litewskiego i Galicji, nadając ludowym pieśniom wyraz buntu także wobec dyktatur współczesnego świata. 
W 2016 roku rozpoczęła współpracę z polskim bardem Jackiem Kleyffem występując w składzie ONZ, a od 2019-2022 grając z Jackiem w duecie. W 2020 roku, podczas intensywnych protestów w Mińsku po wyborach prezydenckich w Białorusi, nagrała wspólnie z Jackiem Kleyffem białoruską wersję polskiej pieśni rewolucyjnej Mury (hymn niezależnego związku zawodowego „Solidarność” oparty na katalońskiej pieśni "L'Estaca" Lluísa Llacha). Pieśń ta w przekładzie. Andreja Chadanoviča stała się jednym z symboli białoruskiej rewolucji godności 2020. 
Nasta Niakrasava występuje także z solowym projektem a cappella „Moc głosu. Głos kobiety” (ostatni pokaz programu odbył się 24.02.2022 r. w Warszawie) oraz prowadzi autorskie warsztaty głosowe i spotkania śpiewacze.

## Praca Naukowa
Obszar zainteresowań naukowych: kultura mniejszości i pogranicza, społeczno-polityczne uwarunkowania muzycznych aktywności ludzi, techniki wokalne i praktyki wykonawcze tradycyjnego repertuaru wiejskiego.
Anastasiya Niakrasava szczegółowo zajmuje się badaniem muzyki tradycyjnej Białorusi i pogranicza polsko-białorusko-litewskiego, dokumentując, analizując i promując muzyczne dziedzictwo wybranych regionów Białorusi. Bada również polskojęzyczny repertuar i muzykę polskiej mniejszości w Białorusi.
Uczestniczka i organizatorka wielu badań terenowych, m.in. w Białorusi, Polsce, Rosji, Bośni i Hercegowinie. 
Uczestniczka projektów IS PAN w ramach grantów Narodowego Programu Rozwoju Humanistyki (NPRH), realizatorka autorskich projektów badawczych i artystyczno-edukacyjnych, m.in. w ramach programów IMiT, MKiDN. Efekty swoich badań prezentuje podczas konferencji ogólnopolskich i zagranicznych oraz na łamach periodyków naukowych i popularnych. Ważne miejsce w jej działalności naukowej zajmuje popularyzacja i aplikacja wyników badań naukowych w działalności dydaktycznej i praktykach społecznych.  
W 2022-2023 r. autorka i kierowniczka projektu pt. „Wykorzystywanie efektów badań etnomuzykologicznych w dydaktyce i projektach artystycznych” realizowanym w ramach programu MEiN “Społeczna odpowiedzialność nauki”. Kieruje uniwersyteckim (UW) zespołem pieśni tradycyjnych “Poniemnie”. 

## Dyskografia
- „Pieśni Poniemnia. Pieśni Beskidu Sądeckiego”, (MEiN, Uniwersytet Warszawski), 2023, autorka koncepcji, odpowiedzialna za przygotowanie i realizację, producentka, (Wydawnictwo płytowe)
- „400 lat”, R.U.T.A. i Paprika Korps, wyd.: Karrot Kommando, 2013 (Wydawnictwo płytowe)
- „Na Vschod (Wolność Albo Śmierć)”, R.U.T.A., wyd.: Karrot Kommando 2012, (Wydawnictwo płytowe)[8]
- „Vir”, FolkRoll & Nasta Niakrasava, Polskie Radio SA, 2011, (Wydawnictwo płytowe)[9]
- „NHS”,  NHS, wyd. własne, 2008, (Wydawnictwo płytowe)

## Filmografia oraz filmy z udziałem Anastasiyi Niakrasavej
- Wyszła dusza z ciała. Pieśni pogrzebowe Grodzieńszczyzny, (2017) scenariusz i reżyseria: Piotr Baczewski i Anastasiya Niakrasava. Link: Wyszła dusza z ciała | pieśni pogrzebowe Grodzieńszczyzny
- Chwalcie łąki umajone. Śpiewy majowe na Grodzieńszczyźnie, (2017) scenariusz i reżyseria: Piotr Baczewski i Anastasiya Niakrasava. Link: Chwalcie łąki umajone | śpiewy majowe na Grodzieńszczyźnie
- Maria Klimczuk. Muzyczny portret z Grodzieńszczyzny, (2017), scenariusz: Anastasiya Niakrasava, reżyseria: Piotr Baczewski i Anastasiya Niakrasava. Link: Maria Klimczuk | Muzyczny portret z Grodzieńszczyzny
- Niepewność. Zakochany Mickiewicz (2024), film fabularny, Reżyseria: Waldemar Szarek. TVP. Anastasiya Niakrasava – autorska kompozycja i wykonanie a cappella pieśni "Ptaszek, Ptaszku"
- Pieśń Buntu (2013), film dokumentalny, Narodowy Instytut Audiowizualny i TVP, Reżyseria: Paweł Narożnik, Scenariusz: Paweł Narożnik, Armand Urbaniak. Anastasiya Niakrasava - rola pierwszoplanowa.
- Viva Belarus! (2012), film fabularny. Reżyseria: Krzysztof Łukaszewicz, scenariusz: Krzysztof Łukaszewicz, Franak Viačorka. Aliona (rola drugoplanowa)[10][11]

## Nagrody
- 2008: Laureatka Nagrody im. Ani Kiełbusiewicz[12].
- 2008: III nagroda: Anastasia Niakrasava oraz Zespoł FolkRoll za interesujace połaczenie muzyki ludowej z muzyka współczesna, Mikołajki Folkowe, Lublin, Polska[13]
- 2009: Grand Prix - FolkRoll i Nasta Niakrasava - Nagroda I stopnia[14].

## Video Linki
- "Mama Anarchija" - R.U.T.A.
- "Batracka Dola" - R.U.T.A.
- "Да святы Юрай (Święty Jerzy)" - FolkRoll i Nasta Niakrasava
- "Słup ze słów" - Jacek Kleyff & Nasta Niakrasava
- "Pod zelonym dubom" Folkroll & Nasta Niakrasava
- "Mуры" - Наста Някрасавай і Яцэк Клейф
- "Cyganka nie Plach" (Białoruś) - Poniemnie
- "Białoruska Pieśń Świętojańska" - Nasta Niakrasava
- "Grób Matki" - Nasta Niakrasava & the Freeborn Brothers

## Prace

### Artykuły i Rozprawy
1. Tradycyjne pieśni Poniemnia. W: Wykorzystanie efektów badań etnomuzykologicznych w dydaktyce i projektach artystycznych. Książka dołączona do płyty CD. Koncepcja i opracowanie: A. Niakrasava. Uniwersytet Warszawski, 2023.
2. Podlasie – Śpiewacy i style wykonawcze. Seria „Polska Pieśń i Muzyka Ludowa. Źródła i materiały”. Red. Weronika Grozdew-Kołacińska. Instytut Sztuki Polskiej Akademii Nauk, Warszawa, 2022.
3. Niektóre aspekty tradycyjnej kultury muzycznej mniejszości polskiej na Grodzieńszczyźnie. W: „Łódzkie Studia Etnograficzne”, tom 57, 2018, s. 129–146.
4. Asablivasci tradycyjnaj muzyčnaj kul’tury paliakaŭ Grodzenščyny (Grodzenski raën). W: Belaruski fal’klor. Materyâly i dasledavanni. Vypusk 5. Red.: T. V. Valodzina, A. S. Lis, A. B. Maroz. Wyd.: Belaruskaâ navuka. Minsk 2018, s. 84–104.
5. Cenzura i "czarne listy" w muzyce popularnej Europy Środkowo-Wschodniej. Studium na podstawie wybranych przykładów. W: „Polski Rocznik Muzykologiczny”, tom XV, 2017, s. 113–129.
6. Belarusian Traditional Culture in the Legacy of Oskar Kolberg. W: „Musicology Today”, Vol. 11. Institute of Musicology, University of Warsaw, s. 31–39.
7. Anton Hrynievič. Biełaruski dziciačy śpieŭnik. II wydanie. Red. Nasta Niakrasava. Tradycyja, 2024
8. Biasiednyja pieśni. Zbiór tekstów i transkrypcji muzycznych. Red. Siarhiej Douhushau, Nasta Niakrasava. Tradycyja, 2023
9. Sonda Moje Kresy. W: „Pismo Folkowe” 158/159, 1-2/2022
10. Pieśni rewolucji, w: „Ruch Muzyczny” #25-26/2020, s. 7-9.
11. Polskie pieśni ludowe ze zbiorów doc. Uladzimira Vasileviča, praca badawcza w ramach programu „Białe plamy – muzyka i taniec”, IMiT, 577/IMIT/2019/M
12. Mazurek czy oberek? Teoria i praktyka. Funkcjonowanie nazw tańców mazurkowych w środowiskach wiejskich Polski centralnej. Online: muzykazakorzeniona.pl
13. Esej do programu spektaklu Krakowiacy i Górale Jana Stefaniego. Opera Wrocławska, 2017.
14. Sonda Sobótka. W: „Pismo Folkowe”, 3/2018. Red.: Agata Kusto, Uniwersytet Marii Curie-Skłodowskiej w Lublinie, Stowarzyszenie Animatorów Ruchu Folkowego. Lublin, 2018, s. 5.
15. Pieśni buntu i niedoli w interpretacji zespołu R.U.T.A. W: „Zeszyty Koła Naukowego Etnomuzykologii”. Zakład Graficzny Uniwersytetu Warszawskiego. Warszawa 2012, s. 103–109. ISBN 978-83-62844-14-2, ISSN 2299-3339.
16. E pluribus unum (relacja z V Krajowego Seminarium Etnomuzykologicznego, 1-2 kwietnia 2017). W: „Pismo folkowe” 1-2/2017, s. 36. ISSN 2449-7622
17. Białoruska kultura ludowa w spuściźnie Oskara Kolberga. Warszawa 2017.  Link> .
18. Polska kultura ludowa w świadomości społeczności polskiej na Grodzieńszczyźnie. Praca badawcza. Warszawa 2015. Link
19. Bohater mrówczej pracy. W: “Gmina” nr 162. Warszawa 2014, s. 16-17.
20. Muzyka i bunt. Pieśni buntu i niedoli w interpretacji zespołu R.U.T.A. Link. ISSN 2299-1255

### Redakcje i Recenzje
1. Recenzja książki „Etnomuzykologia na przełomie tysiącleci: historia, teoria, metodologia" pod red. Zbigniewa Przerembskiego, Wrocław 2015. W: „Ruch Muzyczny”, 10/2017. Red.: Tomasz Cyz. Warszawa, 2017, s. 83-84.
2. Recenzja płyty „Pieśni weselne i muzyka instrumentalna ze wsi Lavonpal i okolic (nagrania Siarhieja Paniznika 1968-1969)”, Kovcheg 2016. http://folk.pl/
3. Redaktorka naczelna „III tom Zeszytów Koła Naukowego Etnomuzykologii UW”. Recenzenci: prof. dr. hab. Piotr Dahlig, prof. dr. hab. Zbigniew Przerembski. IM UW, Warszawa 2013. ISSN 2299-3339.